# 甘博馬
甘博馬是剛果共和國的城鎮，由高原省負責管轄，位於該國中部，居民主要信奉天主教、基督教和其他非洲宗教，鎮上有機場設施，2006年人口估計約18,000。